# Ville de Merri-bek

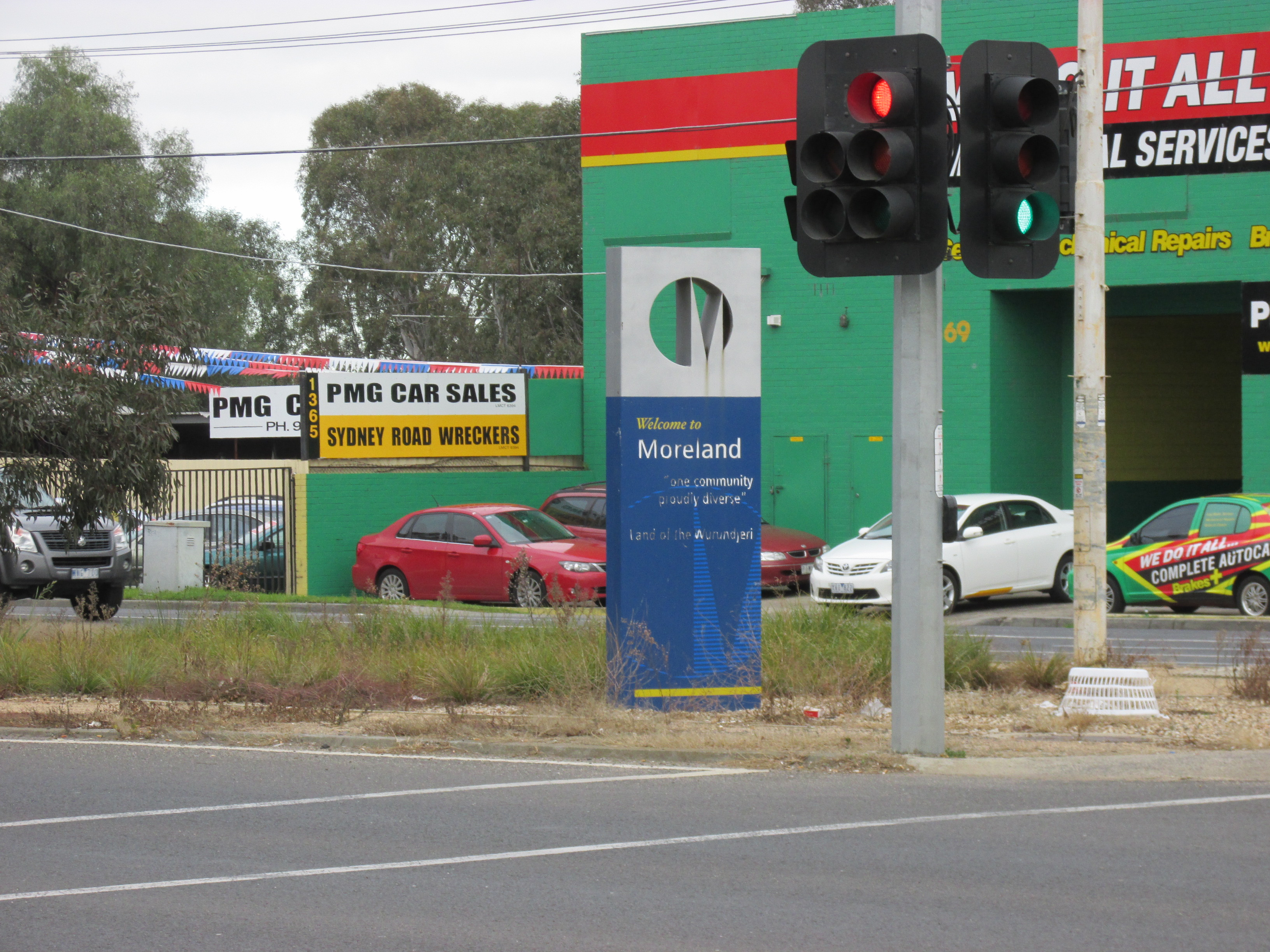

La ville de Merri-bek (en anglais : City of Merri-bek) est une zone d'administration locale du Victoria en Australie, située dans l'agglomération de Melbourne. Avant septembre 2022, elle portait le nom ville de Moreland.

## Géographie
Elle s'étend sur 51 km2 au nord du centre-ville de Melbourne.  

## Histoire
Elle est créée le 15 décembre 1994 par la fusion des villes de Brunswick et de Coburg avec la partie sud de la ville de Broadmeadows.

## Quartiers
La ville comprend les quartiers de :
- Brunswick
- Brunswick Est
- Brunswick Ouest
- Coburg
- Coburg Nord
- Fawkner
- Fitzroy Nord
- Glenroy
- Gowanbrae
- Moreland
- Oak Park
- Pascoe Vale
- Pascoe Vale Sud

## Administration
La ville est dirigée par un conseil de onze membres élus. Le maire est élu par rotation chaque année.

## Jumelage
La ville de Moreland est jumelée avec les villes de :
- Xianyang, Shaanxi, Chine
- Solarino, Italie